# Jerzy Szwajcer

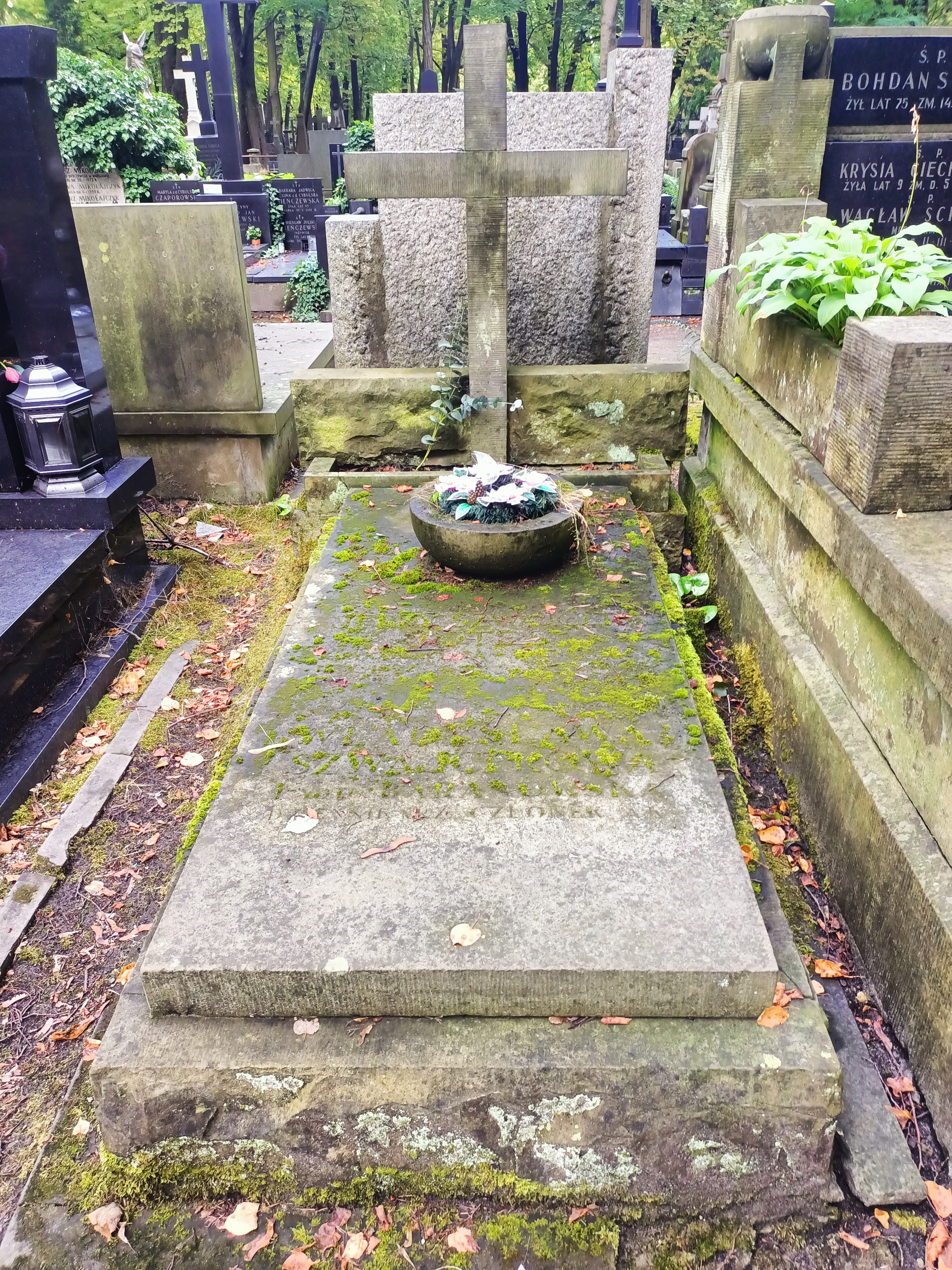
Grób Jerzego Szwajcera na Cmentarzu Powązkowskim

Jerzy Szwajcer, ps. Jotes (ur. 13 maja 1892 w Warszawie, zm. 15 września 1967 tamże) – polski karykaturzysta, rysownik, dziennikarz.

## Życiorys
Syn Jakuba Szwajcera i Heleny z Baumbergów. Ukończył prywatne gimnazjum Wojciecha Górskiego w Warszawie, w którym wydawał humorystyczne pisemko „Chłopak” i uczestniczył w teatrze szkolnym. Studiował w Académie Libre w Brukseli. Specjalizował się w karykaturze portretowej. Pierwsze rysunki zamieścił w 1910 r. w „Kurierze Świątecznym”, a w okresie 1912–1917 swoje karykatury zamieszczał w piśmie humorystycznym „Le Pourquoi Pas” w Brukseli gdzie w tym czasie mieszkał i studiował. W 1912 rozpoczął studia chemiczne na uniwersytecie w Brukseli (Belgia), nie porzucając jednak dziennikarstwa i pracy jako karykaturzysty. W tym samym czasie uczył się rysunku m.in. w Szkole Sztuk Pięknych w St. Gilles oraz w studio „La Patte”. Współpracował z pismem humorystycznym „Le Pourquoi Pas” wydawanym w Brukseli. Po wybuchu I wojny światowej, zajęciu Belgii przez wojska niemieckie i zamknięciu uniwersytetu (uzyskał dyplom kandydata nauk przyrodniczych), podjął dalsze studia w Wyższej Szkole Nauk Politycznych (Universite Nouville). Po trzech latach studiów, z powodu choroby przerwał studia i w 1917 r. powrócił do Warszawy, gdzie nadal zajmował się dziennikarstwem i karykaturami.  
Od 1919 był pracownikiem Polskiej Agencji Telegraficznej (PAT). Współpracował z wieloma zagranicznymi czasopismami (m.in. z „Messager de Bruxelles”, londyńskim „Daily Chronicle”) i krajowymi pismami (m.in. z „Kurierem Porannym”, „Muchą”, „Szczutkiem”, „Kurierem Świątecznym”). Wydał około 200 tomików i albumów z karykaturą portretową. Karykaturował znanych polityków (m.in. Józefa Piłsudskiego, Stanisława Wojciechowskiego), posłów, artystów, dyplomatów. 
Rysował też karykatury oficerów Wojska Polskiego. W serii albumów Wojsko w karykaturze zamieścił około 10 tysięcy karykatur osób wojskowych. Był uczestnikiem wielu wystaw karykatury m.in. I Salonu Karykaturzystów Polskich (Warszawa 1928 r.), Międzynarodowej Wystawy Karykatury (Wiedeń 1932 r.). Miał również szereg wystaw indywidualnych.
W 1937 roku wystąpił w epizodycznej roli rysownika sądowego w filmie Skłamałam. Był także autorem obrazu (panoramy) „Ziemiańska o godzinie pierwszej”, który zdobił ścianę kawiarni „Mała Ziemiańska” przy ul. Mazowieckiej w Warszawie. We wrześniu 1939 r. wraz z redakcją PAT ewakuował się do Lublina, a następnie do Lwowa, skąd przedostał się na Węgry. W czasie II wojny światowej przebywał w Budapeszcie, gdzie rysował dla „Wieści polskich” oraz prasy węgierskiej. Po wojnie powrócił do kraju i został zatrudniony w Polskiej Agencji Prasowej (PAP), następnie jako referent prasowy Ministerstwa Kultury i Sztuki. Współpracował m.in. ze „Szpilkami”, „Teatrem”, „Robotnikiem”, „Trybuną Ludu”.
Zmarł 15 września 1967 w szpitalu w Warszawie. Został pochowany na cmentarzu Powązkowskim w Warszawie (kwatera 36-2-24).

## Ordery i odznaczenia
- Krzyż Oficerski Orderu Odrodzenia Polski[2]
- Krzyż Kawalerski Orderu Odrodzenia Polski (18 września 1945)[4]
- Srebrny Wawrzyn Akademicki (7 listopada 1936)[5]

## Książki
- Z notatnika karykaturzysty (1926)
- Okiem karykaturzysty (1930)
- Ze wspomnień karykaturzysty (1960)